# Hermandad de la Sed (Sevilla)
La Hermandad de la Sed es una Cofradía Penitencial instituida en el barrio de Nervión de la ciudad de Sevilla, Andalucía, España. Procesiona en la Semana Santa cada Miércoles Santo, y radica en la Iglesia Parroquial de la Concepción Inmaculada de la Santísima Virgen María. Su nombre completo es “Hospitalaria Hermandad Sacramental de Congregantes de la Concepción Inmaculada de la Santísima Virgen María y Cofradía de Nazarenos del Santísimo Cristo de la Sed, Santa María de Consolación Madre de la Iglesia, San Juan Evangelista y San Juan de Dios”.

## Historia
Fue fundada por un grupo de feligreses de la Parroquia de la Concepción con el párroco D. Manuel Calero. Sus Reglas fueron aprobadas en 1969 por el Cardenal Bueno Monreal.
En octubre de 1972 se fusionó con la hermandad sacramental de la parroquia: la Hermandad del Santísimo Sacramento de Caballeros Congregantes de la Inmaculada Concepción. Esta se había fundado en 1930.
Realizó su primera estación de penitencia con el Paso del Stmo. Cristo en 1971, recorriendo su barrio, pasando por el Hospital de San Juan de Dios (a donde entra en su camino de ida en la actualidad) y por la cárcel de la Ranilla (actualmente cerrada). Los hermanos llevaban el antifaz negro sin capirote y túnica negra. En 1972 se incorporó a la procesión el Paso de Palio con la Virgen de la Consolación.
En 1978 aprobó sus nuevas reglas y en 1979 hizo su primera Estación de Penitencia hasta la Catedral con los dos pasos.

## Santísimo Cristo de la Sed
El Santísimo Cristo de la Sed del Barrio de Nervión, representa a Cristo vivo y crucificado en soledad, pronunciado la quinta palabra: «Tengo sed». Imagen tallada en madera de pino de flandes, por el imaginero sevillano Luis Álvarez Duarte en el año 1970. La talla del crucificado mide 1,73 m de altura, de expresión dulce y sufriente, tiene la peculiaridad de tener los pies cruzados y cuatro clavos. La cruz arborea actual fue realizada por Manuel Caballero González y Ángel Rengel en el año 1994.
Fue bendecido el domingo seis de septiembre del año 1970 por el Cardenal José María Bueno Monrreal, siendo sus padrinos los Hermanos de San Juan de Dios.
El paso procesional del Cristo de Nervión, es de estilo neobarroco, y está realizado en madera y dorado en oro fino, diseñado por Antonio Dubé de Luque, y fue realizado por Manuel Guzmán Bejarano en el año 1990.

## Santa María de Consolación Madre de la Iglesia
Santa María de Consolación Madre de la Iglesia es una Imagen realizada por el insigne imaginero sevillano Antonio Dubé de Luque en el año 1969.
La imagen de la Virgen de Consolación goza de una gran devoción dentro del Barrio de Nervión y es protectora del Hospital de San Juan de Dios de Sevilla, es conocida como una de las imágenes más bellas de cuantas procesionan en la Semana Santa sevillana. Destaca su dulce expresión de dolor, sus ojos, policromados sobre la misma madera de un color azul cielo.
Como dato de interés y característico de esta bella Dolorosa de Nervión, porta en sus manos un barquito inspirado en el escudo de la Hdad. y propio de su advocación como Madre de la Iglesia, está realizado en oro y piedras preciosas, fue donado por sus fieles, devotos y su barrio.
El techo de palio fue diseñado por Antonio Dubé de Luque y realizado en el taller Sobrinos de Esperanza Elena Caro. Las actuales bambalinas fueron estrenadas en la Semana Santa de 2012 y responden a un diseño de Rafael Rodríguez Guerra, siendo ejecutadas en oro fino por el taller de bordados de Charo Bernardino. Estas nuevas bambalinas vienen a sustituir a las anteriores, realizadas en aplicación entre los años 1983 a 1985 por Ignacio Escobar.

## Túnicas e insignias
Sotana en color negro ceñida con un cíngulo de seda blanco en el lado izquierdo. El antifaz, que reposa sobre un capirote, es también de color negro, con el escudo de la orden de San Juan de Dios a la altura del pecho. La capa, de color blanco, presenta el escudo de la hermandad bordado sobre el hombro izquierdo.
Al contrario que en la mayoría de hermandades, en las que la insignia de hermano suele ser una medalla de oro o plata, la insignia de la Hermandad de la Sed es una cruz de madera con cordón burdeos. En los tramos del cortejo del Santísimo Cristo, los nazarenos usan cirios de color rojo; en los de la Virgen, blancos.
Los hermanos que portan cruces penitenciales prescinden de la capa y de capirote. Además, en lugar del cíngulo blanco llevan anudada a la cintura una soga de esparto.

## Paso por la carrera oficial
| Predecesor: El Buen Fin | Orden de entrada en la carrera oficial (Miércoles Santo) 3.er lugar | Sucesor: San Bernardo |

## Música
Acompaña musicalmente en la cruz de guía la Banda de Cornetas Y Tambores Jesús Nazareno de Sevilla. En el cristo la Banda de cornetas y tambores Nuestra Señora del Rosario Coronada, de Cádiz.
El paso de Santa María de Consolación Madre de la Iglesia es acompañado hasta la Catedral por la Banda de música Nuestra Señora de la Oliva (Salteras, Sevilla) y por la Banda de música municipal de Mairena del Alcor en el recorrido de vuelta.